# GDO (Stargate)
Il GDO è una tecnologia immaginaria dell'universo fantascientifico di Stargate SG-1.
Esso è un'apparecchiatura elettronica che si presenta come un piccolo dispositivo con tastiera che le squadre d'esplorazione del Comando Stargate (noto con la sigla SGC) si portano appresso per confermare la propria identità e tornare sulla Terra varcando lo Stargate.

## Significato del termine
Cosa significhi questo acronimo non è mai spiegato durante le puntate, ma è conosciuto da fans, cast e dal personale di studio come il "telecomando del garage" (in inglese garage door opener). In effetti la sua funzione è la stessa, comanda da lontano l'apertura d'un passaggio.

## Proprietà
Consente di far aprire l'iride sulla Terra. Chiudendosi, questo diaframma di titanio protegge il comando Stargate e quindi il resto del pianeta da invasioni attraverso il portale.
Senza GDO, l'identificazione d'un viaggiatore in arrivo come amico o nemico non è possibile. Se i membri d'un gruppo perdono il proprio GDO non possono tornare indietro sulla Terra senza un altro sistema per contattare il comando, se non viaggiare verso un pianeta amico, riconosciuto dall'SGC, che non ha un'iride a protezione, e da lì comunicare attraverso i protocolli degli alleati.
Alcuni GDO sono stati donati ad alcuni alleati del popolo terrestre, come ai Tok'ra e a Bra'tac

## IDC
L'IDC, meglio conosciuto come Iris Deactivation Code (Codice di Disattivazione dell'Iride) è il codice numerico personale, unico per ogni squadra SG, che consente agevolmente all'SGC d'identificare chi li sta contattando. Il codice deve essere inserito manualmente tramite il GDO e autenticato dal computer centrale dell'SGC.
Nell'eventualità di un codice compromesso esso può essere bloccato e sostituito. Il codice varia periodicamente, per ragioni di sicurezza.

## Specifiche di sicurezza
L'esistenza d'una iride di protezione sullo Stargate della Terra è risaputa dai Signori del sistema. Questi sanno anche che le truppe Tau'ri han bisogno d'un codice per disattivarla, e vari signori del sistema han tentato d'appropriarsene catturando i militari terrestri. Per questo è prassi del comando SGC disabilitare i codici GDO delle truppe catturate dal nemico. Inoltre i codici vengono cambiati periodicamente.

## Altri GDO
La spedizione di Atlantide usa un tipo differente di GDO, più piccolo, che disabilita lo scudo d'energia che presiede lo stargate di Atlantis.